# Drake Caggiula
Drake Caggiula (né le 20 juin 1994 à Pickering dans la province d'Ontario au Canada) est un joueur professionnel canadien de hockey sur glace. Il évolue au poste d'attaquant.

## Biographie
Après avoir évolué pour le Spirit de Stouffville dans la Ligue de hockey junior de l'Ontario, il rejoint en 2012 l'Université du Dakota du Nord et leur équipe de hockey. En 2015-2016, il aide les Fighting Hawks à remporter le championnat de la NCAA et est nommé meilleur joueur du tournoi.
Après avoir terminé ses études universitaires, il est convoité par de nombreuses équipes de la Ligue nationale de hockey,. Son choix s'arrête sur les Oilers d'Edmonton, avec lesquels il signe pour deux ans en mai 2016. Il manque le début de la saison 2016-2017 à cause d'une blessure à une hanche et joue son premier match dans la LNH le 19 novembre 2016 contre les Stars de Dallas, et réalise une aide comme premier point dans la ligue.
Le 30 décembre 2018, il est échangé aux Blackhawks de Chicago avec Jason Garrison en retour des défenseurs Brandon Manning et Robin Norell .
Il signe un contrat de 1 an en tant que joueur autonome avec les Coyotes de l'Arizona, le 21 décembre 2020.
Le 9 avril 2021, il est réclamé au ballotage par les Sabres de Buffalo.

## Statistiques
| Saison     | Équipe                            | Ligue      |     | Saison régulière | Saison régulière | Saison régulière | Saison régulière | Saison régulière |    | Séries éliminatoires | Séries éliminatoires | Séries éliminatoires | Séries éliminatoires | Séries éliminatoires |
| Saison     | Équipe                            | Ligue      | PJ  | B                | A                | Pts              | Pun              | PJ               | B  | A                    | Pts                  | Pun                  |                      |                      |
| 2010-2011  | Spirit de Stouffville             | OJHL       | 48  | 22               | 23               | 45               | 35               | 8                | 2  | 6                    | 8                    | 4                    |                      |                      |
| 2011-2012  | Buccaneers de Des Moines          | USHL       | 4   | 1                | 1                | 2                | 8                | -                | -  | -                    | -                    | -                    |                      |                      |
| 2011-2012  | Spirit de Stouffville             | OJHL       | 25  | 10               | 24               | 34               | 36               | 23               | 17 | 20                   | 37                   | 38                   |                      |                      |
| 2012-2013  | Université du Dakota du Nord      | WCHA       | 39  | 8                | 8                | 16               | 31               | -                | -  | -                    | -                    | -                    |                      |                      |
| 2013-2014  | Université du Dakota du Nord      | NCHC       | 42  | 11               | 13               | 24               | 52               | -                | -  | -                    | -                    | -                    |                      |                      |
| 2014-2015  | Université du Dakota du Nord      | NCHC       | 42  | 18               | 18               | 36               | 30               | -                | -  | -                    | -                    | -                    |                      |                      |
| 2015-2016  | Université du Dakota du Nord      | NCHC       | 39  | 25               | 26               | 51               | 60               | -                | -  | -                    | -                    | -                    |                      |                      |
| 2016-2017  | Oilers d'Edmonton                 | LNH        | 60  | 7                | 11               | 18               | 16               | 13               | 3  | 0                    | 3                    | 25                   |                      |                      |
| 2017-2018  | Oilers d'Edmonton                 | LNH        | 67  | 13               | 7                | 20               | 37               | -                | -  | -                    | -                    | -                    |                      |                      |
| 2018-2019  | Oilers d'Edmonton                 | LNH        | 29  | 7                | 4                | 11               | 16               | -                | -  | -                    | -                    | -                    |                      |                      |
| 2018-2019  | Blackhawks de Chicago             | LNH        | 26  | 5                | 7                | 12               | 12               | -                | -  | -                    | -                    | -                    |                      |                      |
| 2019-2020  | Blackhawks de Chicago             | LNH        | 40  | 9                | 6                | 15               | 32               | 8                | 1  | 2                    | 3                    | 2                    |                      |                      |
| 2020-2021  | Coyotes de l'Arizona              | LNH        | 27  | 1                | 6                | 7                | 15               | -                | -  | -                    | -                    | -                    |                      |                      |
| 2020-2021  | Sabres de Buffalo                 | LNH        | 11  | 2                | 1                | 3                | 4                | -                | -  | -                    | -                    | -                    |                      |                      |
| 2021-2022  | Sabres de Buffalo                 | LNH        | 18  | 2                | 3                | 5                | 4                | -                | -  | -                    | -                    | -                    |                      |                      |
| 2022-2023  | Penguins de Pittsburgh            | LNH        | 4   | 0                | 0                | 0                | 0                | -                | -  | -                    | -                    | -                    |                      |                      |
| 2022-2023  | Penguins de Wilkes-Barre/Scranton | LAH        | 65  | 22               | 31               | 53               | 47               | -                | -  | -                    | -                    | -                    |                      |                      |
| 2023-2024  | Condors de Bakersfield            | LAH        | 43  | 13               | 24               | 37               | 31               | -                | -  | -                    | -                    | -                    |                      |                      |
| Totaux LNH | Totaux LNH                        | Totaux LNH | 289 | 46               | 46               | 92               | 141              | 21               | 4  | 2                    | 6                    | 27                   |                      |                      |

## Trophées et honneurs personnels
- 2011-2012 :
  - nommé dans la première équipe d'espoirs de l'OJHL
  - nommé meilleur joueur des séries éliminatoires de l'OJHL
- 2014-2015 : nommé dans la deuxième équipe d'étoiles de la NCHC
- 2015-2016 : 
  - champion de la NCAA avec les Fighting Hawks du Dakota du Nord
  - nommé Most Outstanding Player (meilleur joueur) du tournoi de la NCAA